# Mzwakhe Mbuli
Mzwakhe Mbuli (* 1958 in Sophiatown, Johannesburg) ist ein Volksdichter und Sänger aus Südafrika.

## Leben
Mbuli wurde im Johannesburger Stadtteil Sophiatown geboren, der bis 1959 zwangsgeräumt wurde. Mbuli musste mit seinen Eltern nach Soweto umziehen. Bei der Beerdigung eines Anti-Apartheids-Aktivisten in Soweto rezitierte er erstmals Gedichte und wurde damit populär. Dazu verhalf ihm auch seine Körpergröße von annähernd 2,10 Metern. In den 1980er Jahren wurde er von den südafrikanischen Behörden mehrfach festgenommen. Er erhielt keinen Reisepass, so dass er für die United Democratic Front, für die er als kultureller Botschafter tätig war, keine Auslandsreisen unternehmen konnte.
Er veröffentlichte den Gedichtband Before Dawn (1989) und die Musikalben Change Is Pain (1987), Unbroken Spirit (1989), Resistance and Defence (1992) und Africa (1993), in denen er in Südafrika populäre Musikstile wie Mbaqanga, Kwela, Marabi und Gospel mischte. Für Unbroken Spirit, das zahlreiche in Einzelhaft geschriebene Texte enthält, erhielt Mbuli eine Goldene Schallplatte. Seine Texte verfasst er in Englisch und Zulu.
Mbulis internationale Karriere begann 1990 in Deutschland, als er zusammen mit den afrikanischen Musikern Youssou N’Dour, Miriam Makeba und Thomas Mapfumo auf der Bühne stand. Er trat bei der Beerdigung Chris Hanis sowie bei der Amtseinführung von Präsident Nelson Mandela auf.
1999 wurde Mbuli wegen bewaffneten Bankraubs und Besitzes einer Handgranate verurteilt. Er bestritt stets die Anschuldigungen. 2002 besuchte ihn Nelson Mandela im Gefängnis. Im Folgejahr kam Mbuli frei. 2004 erschien sein Album Mbulism.

## Literarische Werke
- 1989: Before Dawn (Cosaw)

## Diskografie
- 1987: Change is Pain (Südafrika: Shifty, USA: Rounder)
- 1989: Unbroken Spirit (Shifty)
- 1992: Resistance is Defence (Stern’s Earthworks)
- 1993: Africa (CCP/EMI)
- 1994: Izigi (CCP/EMI)
- 1999: Umzwakhe Ubongo Ujehovah (CCP/EMI)
- 1999: KwaZulu-Natal (CCP/EMI)
- 2004: Mbulism (CCP/EMI)